# Demokratyczna Republika Konga na Letnich Igrzyskach Paraolimpijskich 2012
Demokratyczna Republika Konga na Letnich Igrzyskach Paraolimpijskich 2012 w Londynie reprezentowało 2 zawodników w 1 konkurencji. 
Dla reprezentacji Demokratycznej Republiki Konga był to pierwszy start w igrzyskach paraolimpijskich. Dotychczas żaden zawodnik nie zdobył paraolimpijskiego medalu.

## Kadra

### Lekkoatletyka
Mężczyźni
| Zawodnik              | Konkurencja           | Odległość | Wybik | Pozycja |
| --------------------- | --------------------- | --------- | ----- | ------- |
| Levy Kitambala Kizito | rzut dyskiem F57-58   | 27.23     | 265   | 16      |
| Levy Kitambala Kizito | rzut oszczepem F57-58 | 18.37     | 138   | 16      |

Kobiety
| Zawodnik                 | Konkurencja | Kwalifikacje | Kwalifikacje | Finał                   | Finał                   |
| Zawodnik                 | Konkurencja | Wynik        | Pozycja      | Wynik                   | Pozycja                 |
| ------------------------ | ----------- | ------------ | ------------ | ----------------------- | ----------------------- |
| Dedeline Mibamba Kimbata | 100m T54    | 23.08        | 7            | Nie zakwalifikowała się | Nie zakwalifikowała się |

| Zawodnik                 | Konkurencja         | Odległość | Wynik | Pozycja |
| ------------------------ | ------------------- | --------- | ----- | ------- |
| Dedeline Mibamba Kimbata | rzut dyskiem F57-58 | 9.29      | 11    | 17      |